# Югозапад (1937 – 1938)
„Югозапад“ с подзаглавие Общински седмичен вестник е български вестник, излизал в Горна Джумая от 4 януари 1937 до 14 април 1938 година.
Вестникът е официално издание на Горноджумайската община и е на проправителствени позиции. Излизат 39 броя. Според Иван Михайлов е наследник на „Македонско огнище“. Издава редакционен комитет, в който от брой 3 влизат Д. Петров, П. Йорданов и Д. Чорев. Печата се в печатница „Братя Пилеви“ в Дупница, както и в печатниците „Радикал“, „Васил Иванов“ и „Рила“ в София.